# Алексєєв Володимир Федорович
Володи́мир Фе́дорович Алексє́єв (нар. 24 жовтня 1852 — 25 вересня 1919) — російський фізико-хімік, професор Петербурзького гірничого інституту.

## З життєпису
Відомий дослідженнями розчинів. Алексєєв розробив зручний і точний метод визначення температури насичення розчину. Вивчаючи зміну взаєморозчинності рідин із зміною температури, Алексєєв 1885 року встановив температуру, при якій зникає різниця між двома шарами рідин, — критичну температуру розчинення (точка Алексєєва).